# Matthias Pieklak
Matthias Pieklak (Wijshagen, 14 september 2006) is een Belgisch voetballer die als doelman speelt. Hij staat onder contract bij KRC Genk

## Carrière
Pieklak groeide op in het Limburgse dorp Wijshagen. Als jeugdspeler was hij actief voor Bocholter VV waar hij in 2015 werd weggeplukt door Lommel SK. Na 2 seizoenen volgde een overstap naar de jeugdwerking van RSC Anderlecht. In 2020 keerde Pieklak terug naar Limburg waar hij opgenomen werd in de jeugdwerking van KRC Genk. Op 16-jarige leeftijd mocht hij hier zijn eerste profcontract ondertekenen. Voor aanvang van het seizoen 2023/24 werd Pieklak opgenomen in de kern van Jong Genk, de beloften van de club. Hij werd er derde doelman na Mike Penders en Vic Chambaere. Op 7 april 2024 maakte Pieklak zijn officieel debuut in het profvoetbal, hij startte in de basis voor de competitiewedstrijd tegen SL16 FC. Deze wedstrijd werd winnend afgesloten met 1-0 wat hem meteen een clean sheet opleverde.

## Clubstatistieken
| Seizoen         | Club            | Land            | Competitie      | Competitie | Competitie | Beker | Beker | Supercup | Supercup | Europees | Europees | Totaal | Totaal |
| Seizoen         | Club            | Land            | Competitie      | Wed.       | Dlp.       | Wed.  | Dlp.  | Wed.     | Dlp.     | Wed.     | Dlp.     | Wed.   | Dlp.   |
| --------------- | --------------- | --------------- | --------------- | ---------- | ---------- | ----- | ----- | -------- | -------- | -------- | -------- | ------ | ------ |
| 2023/24         | Jong Genk       | Vlag van België | Eerste klasse B | 3          | 0          | —     | —     | —        | —        | —        | —        | 3      | 0      |
| Carrière totaal | Carrière totaal | Carrière totaal | Carrière totaal | 3          | 0          | 0     | 0     | 0        | 0        | 0        | 0        | 3      | 0      |

Bijgewerkt op 25 juni 2024.
1 Van Crombrugge ·
2 Pierre ·
3 Mujaid ·
6 Smets ·
7 Bonsu Baah ·
8 Heynen  ·
9 Oh ·
11 Oyen ·
14 Sor ·
15 Claes ·
17 Hrošovský ·
18 Kayembe ·
19 Medina ·
20 Karetsas ·
21 Bangoura ·
22 Manguelle ·
23 Steuckers ·
24 Sattlberger ·
27 Nkuba ·
32 Adedeji-Sternberg ·
34 Palacios ·
39 Penders ·
44 Kongolo ·
51 Brughmans ·
77 El Ouahdi ·
99 Tolu ·
Coach: Fink